# Abu al-Qasim (emir)

Italië rond het jaar 1000

Abū l-Qāsim Alī ibn al-Hasan (Arabisch: أبو القاسم علي بن الحسن, onbekend - 13 juli 982, Crotone) was van 969 tot 982 emir van Sicilië uit de dynastie van de Kalbiden, die Sicilië van 948 tot 1053 regeerde.

## Voorgeschiedenis
De Aghlabiden uit Ifriqiya voerden vanaf 827 een oorlog op Sicilië om het eiland te veroveren op het Byzantijnse Rijk. Na de val van de Aghlabiden, gingen de emirs van Sicilië steeds meer hun eigen weg. De Fatimiden, die de Aghlabiden verslagen hadden, benoemden in 948 Hassan al-Kalbi tot emir van Sicilië en gaven hem de opdracht om aldaar een opstand neer te slaan. Hassan al-Kalbi vestigde zich in Palermo en stichtte de dynastie van de Kalbiden. Hij werd in 954 opgevolgd door zijn zoon Ahmad ibn Hassan die in 969 overleed.

## Regering
Ahmad ibn Hassans zoon en opvolger Abu al-Qasim voerde een eigen koers, los van de Fatimiden in Caïro. Doordat het Byzantijnse Rijk na de dood van keizer Johannes I Tzimiskes in 976 in een regeringscrisis terechtkwam, besloot al-Qasim de Byzantijnse bezittingen in Zuid-Italië aan te vallen. De emir stuitte echter op sterke tegenstand van Langobardische vorsten, zoals de hertog van Spoleto. Na jaren strijd kregen de Saracenen echter de overhand en besloot keizer Otto II van het Heilige Roomse Rijk een leger te sturen. In 982 veroverde dat leger Tarente en marcheerde door Calabrië, waar continu schermutselingen uitbraken met de troepen van Abu al-Qasim.

## Slag bij Crotone
Op 13 juli 982 kwam het tot een veldslag bij Crotone. Het keizerlijke leger van Otto II boekte in het begin overwinningen en emir Abu al-Qasum overleed tijdens de gevechten. De Saracenen hadden echter de tijd om zich opnieuw te formeren en verrasten de troepen van Otto II, waarna de Saracenen de overwinning behaalden.